# Takayuki Morimoto
Takayuki Morimoto (jap. 森本貴幸 Morimoto Takayuki; ur. 7 maja 1988 w Kawasaki, w Japonii) – japoński piłkarz grający na pozycji napastnika we włoskiej Calcio Catanii. Debiutował jako najmłodszy piłkarz w historii J-League.

## Kariera klubowa

### Wczesne lata
Morimoto urodził się w Kawasaki. Karierę rozpoczął w 1995 roku w Tsudayama FC. Trzy lata później zdecydował się zamienić klub na Verda Junior. Po kolejnych trzech latach przeniósł się do Morimoto Verdy Junior. W 2004 roku został sprzedany do Tokyo Verdy.

### Tokyo Verdy
13 marca 2004 roku zadebiutował w J-League przeciwko Jubilo Iwata, tym samym stając się najmłodszym piłkarzem w historii J-League (miał wtedy 15 lat, 10 miesięcy i 6 dni). Pierwszą bramką w japońskiej lidze strzelił 5 maja tego samego roku przeciwko JEF United Ichihara. Tym razem pobił rekord najmłodszego strzelca. Został nagrodzony odkryciem roku 2004 w Japonii.
W 2006 roku ogłoszono, że Morimoto został nowym piłkarzem Calcio Catanii.

### Calcio Catania
Morimoto w Serie A zadebiutował 28 stycznia 2007 roku w meczu na wyjeździe przeciwko Atalancie BC. Morimoto wszedł na boisko w 83. minucie i pięć minut później strzelił gola dającego remis Catanii. 13 marca 2007 roku klub potwierdził zerwanie więzadła krzyżowego w lewej nodze Morimoto. Przez tę kontuzję zawodnik nie mógł grać przez sześć miesięcy. Mimo tej kontuzji Catania zdecydowała go pozostawić w klubie, ponieważ widziała w nim ogromny talent.
14 grudnia 2008 roku Morimoto podpisał nowy kontrakt z Catanią obowiązujący trzy lata.
Przełomowym sezonem Japończyka w Catanii był sezon 2008/2009, w którym zdobył 10 bramek w 25 meczach. Alexandre Pato w wywiadzie dla Corriere dello Sport powiedział, że Morimoto to najlepszy młody gracz w Serie A i porównał go do legendy brazylijskiego futbolu, Ronaldo.
Pomimo wszystkich zachwytów nad Morimoto następny sezon w jego wykonaniu był gorszy. W 27 meczach strzelił tylko pięć bramek. Następny sezon był jeszcze gorszy w jego wykonaniu. Jedna bramka w 12 meczach nie napawała optymizmem.
11 lipca 2011 roku Catania potwierdziła sprzedanie Morimoto do Novary.

### Novara Calcio
W rozgrywkach Serie A w barwach Novary Morimoto zadebiutował 11 września 2011 roku w zremisowanym 2:2 meczu z Chievo Werona. W tym meczu Morimoto wszedł na boisko w 13. minucie. Pierwszą bramkę dla Novary strzelił 17 września 2011 roku w przegranym 2:1 meczu z Cagliari Calcio. Morimoto sezon zakończył z czterema strzelonymi bramkami w 18 meczach.
Morimoto 21 czerwca powrócił do Catanii.

### Powrót do Catanii Calcio
Morimoto 21 czerwca 2012 powrócił do Catanii. Po 5 meczach w Serie A w barwach Catanii został wypożyczony do emirackiego zespołu Al-Nasr Dubaj.

## Kariera reprezentacyjna
W reprezentacji Japonii zadebiutował 10 października 2009 roku przeciwko reprezentacji Szkocji. 14 października tego samego roku strzelił pierwszą bramkę dla Japonii. Strzelił ją w wygranym 5:0 meczu z reprezentacją Togo. Wraz z kolegami wystąpił na Mistrzostwach Świata 2010 w Południowej Afryce.

## Statystyki kariery
stan na 09.03.2013
| Sezon   | Klub           | Kraj    | Rozgrywki | Mecze | Bramki |
| ------- | -------------- | ------- | --------- | ----- | ------ |
| 2004    | Tokyo Verdy    | Japonia | J-League  | 22    | 4      |
| 2005    | Tokyo Verdy    | Japonia | J-League  | 18    | 1      |
| 2006    | Tokyo Verdy    | Japonia | J-League  | 6     | 0      |
| 2006/07 | Calcio Catania | Włochy  | Serie A   | 5     | 1      |
| 2007/08 | Calcio Catania | Włochy  | Serie A   | 14    | 1      |
| 2008/09 | Calcio Catania | Włochy  | Serie A   | 25    | 10     |
| 2009/10 | Calcio Catania | Włochy  | Serie A   | 27    | 5      |
| 2010/11 | Calcio Catania | Włochy  | Serie A   | 12    | 1      |
| 2011/12 | Novara Calcio  | Włochy  | Serie A   | 18    | 4      |
| 2012/13 | Calcio Catania | Włochy  | Serie A   | 5     | 0      |